# Tatuatge

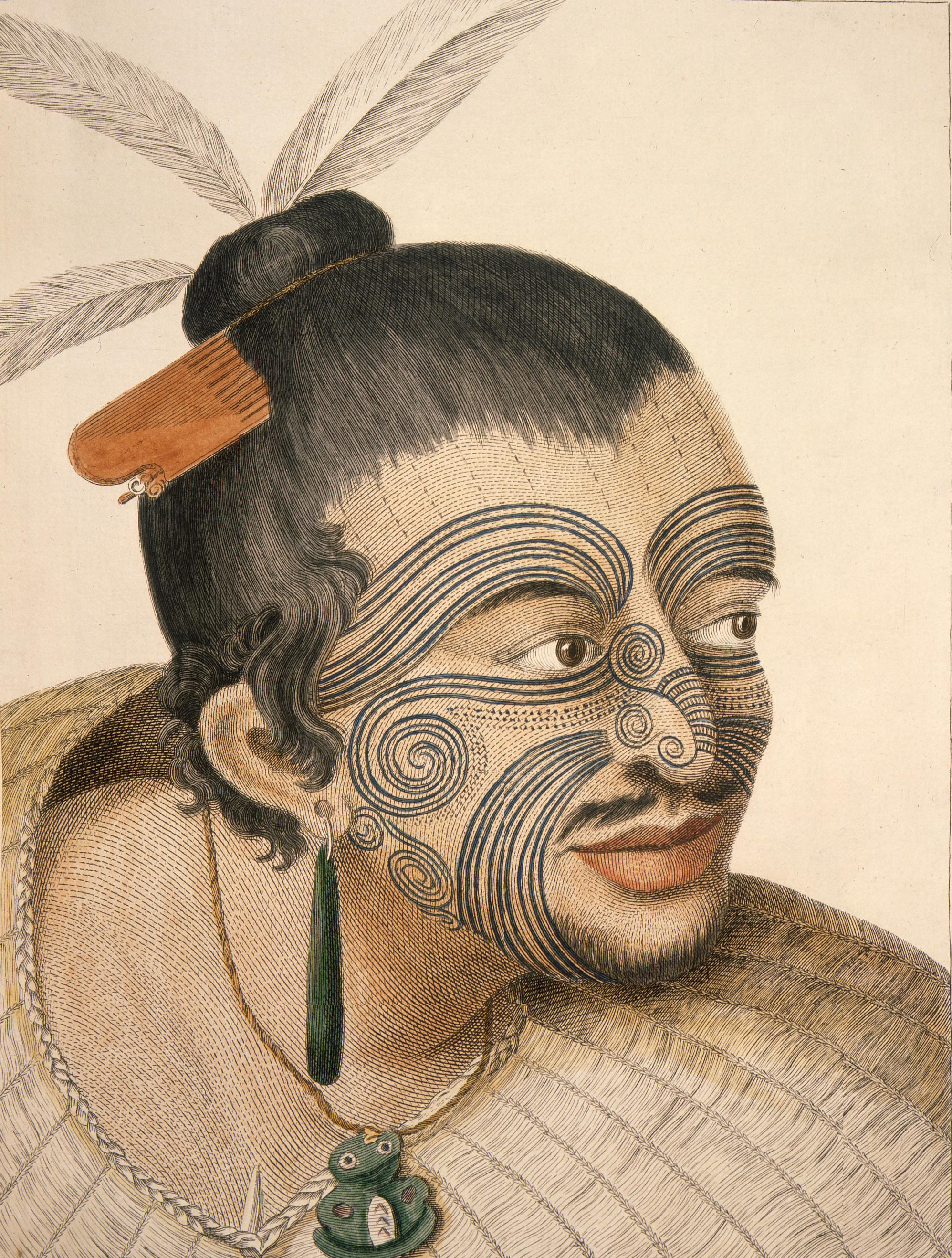
Cap de tribu maorí tatuat

Un tatuatge (del polinesi: tatau, 'dibuix') és una marca feta a la pell inserint-hi un pigment. Al cos dels humans se sol fer per motius decoratius, en canvi en altres animals sol ser per identificar-los. El tatuatge s'ha practicat des de temps immemorials al Japó, Nova Zelanda, Xina, Àfrica, etc., per tribus nadiues.

## Història
Els tatuatges conservats a les antigues restes humanes momificades revelen que el tatuatge s'ha practicat a tot el món durant mil·lennis. El 2015, una reavaluació científica de l'edat de les dues mòmies tatuades més antigues conegudes va identificar Ötzi com l'exemple més antic que es coneixia aleshores. Aquest cos, amb 61 tatuatges, es va trobar incrustat al gel glacial dels Alps, i es va datar de l'any 3250 aC. El 2018, es van descobrir els tatuatges figuratius més antics del món en dues mòmies d'Egipte que estan datades entre el 3351 i el 3017 aC.
El tatuatge antic es va practicar més entre els austronesis. Va ser una de les primeres tecnologies desenvolupades pels protoaustronesis a Taiwan i a la costa del sud de la Xina abans del 1500 aC, abans de l'expansió austronesia a les illes de l'Indo-Pacífic. Pot ser que originàriament s'hagués associat amb la caça de caps. Les tradicions del tatuatge, inclòs el tatuatge facial, es poden trobar entre tots els subgrups austronesis, inclosos els aborígens taiwanesos, els illencs del sud-est asiàtic, els micronesis, els polinesis i el poble malgaix. Els austronesis van utilitzar la tècnica característica de punxar la pell amb el mànec, utilitzant un petit mall i un instrument de perforació fet d'espines de cítrics, os de peix, os i closques d'ostres.

### Europa

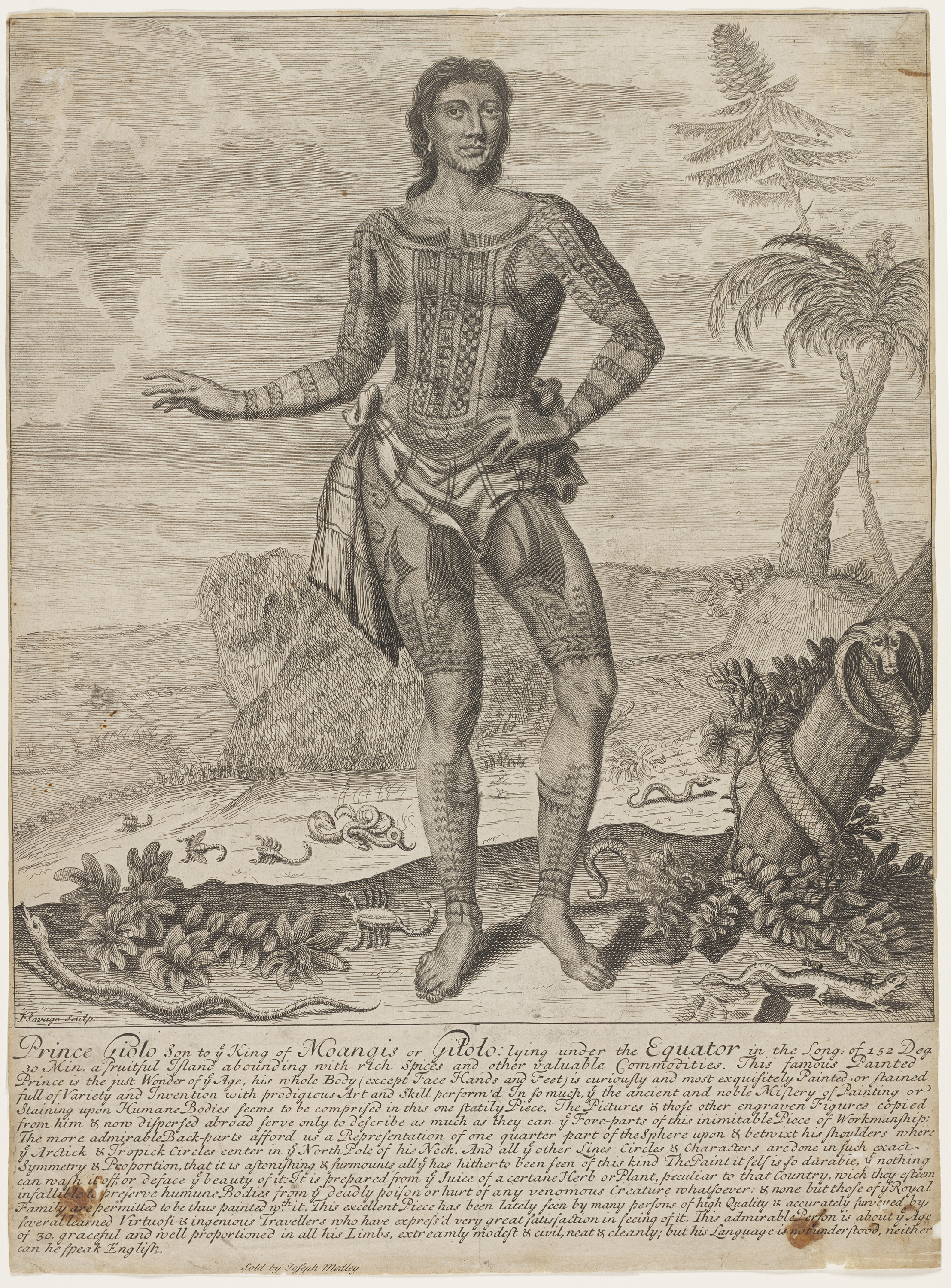
Giolo (nom real Jeoly) de Miangas, que es va convertir en esclau a Mindanao i comprat per l'anglès William Dampier juntament amb la mare de Jeoly, que va morir al mar. Jeoly va ser exposat a Londres en un zoològic humà el 1691 a grans multituds, fins que va morir de verola tres mesos després. Durant tot el temps que va ser exposat, Dampier va guanyar una fortuna.

El 1566, uns mariners francesos van segrestar una dona inuit i el seu fill a l'actual Labrador i la van portar a la ciutat d'Anvers a la República Holandesa. La mare es va tatuar mentre el nen no estava marcat. A Anvers, els dos es van exposar en una taverna local almenys fins al 1567, amb cartells que promocionaven l'esdeveniment es van distribuir a la ciutat. El 1577, el corsari anglès Martin Frobisher va capturar dos inuits i els va portar de tornada a Anglaterra per mostrar-los. Un dels inuit era una dona tatuada de l'illa de Baffin, que va ser il·lustrada pel cartògraf anglès John White.
El 1691, William Dampier va portar a Londres un home filipí anomenat Jeoly o Giolo de l'illa de Mindanao (Filipines) que tenia un cos tatuat. Dampier va exhibir Jeoly en un zoològic humà per fer una fortuna i el va titllar falsament de "príncep" per atraure grans multituds. En el moment de l'exposició, Jeoly encara estava de dol per la seva mare, que Dampier també va esclavitzar i havia mort al mar durant la seva explotació a Europa. Dampier va afirmar que es va fer amic d'en Jeoly, però amb la intenció de guanyar diners, va continuar explotant el seu "amic" exposant-lo en un zoològic humà, on Jeoly va morir tres mesos després. El cadàver de Jeoly va ser després esfollat, i el seu cos sense pell va ser eliminat, mentre que la pell tatuada es va vendre i exposar a Oxford.

### Amèrica del nord
Molts pobles indígenes d'Amèrica del Nord practiquen el tatuatge. Els exploradors i comerciants europeus que van conèixer els nadius americans es van adonar d'aquests tatuatges i van escriure sobre ells, i uns quants europeus van optar per ser tatuats pels nadius americans.
En el moment de la Revolució Americana, els tatuatges ja eren habituals entre els mariners nord-americans. Els tatuatges estaven enumerats en documents de protecció, un certificat d'identitat emès per evitar la impressió a la Royal Navy britànica. Com que els papers de protecció eren prova de la ciutadania nord-americana, els mariners negres els feien servir per demostrar que eren homes lliures.

## Utilitat
Els tatuatges tenen diverses utilitats: identificació, decoració estètica, cosmètica, religió, bruixeria són els exemples més comuns. Un exemple de tatuatges per identificació és el cas de la Segona Guerra Mundial, en què els nazis marcaven als jueus als camps de concentració.

## Perdurabilitat
Hi ha tatuatges que desapareixen al cap de poc d'haver-se realitzat i n'hi ha que perduren per a tota la vida, ja que es dipositen al derma, una capa de la pell inferior a l'epidermis. L'epidermis està en constant canvi; al contrari, la derma no. Aquesta és la raó per la qual alguns tatuatges romanen per sempre.

## Tatuatges amb alquena

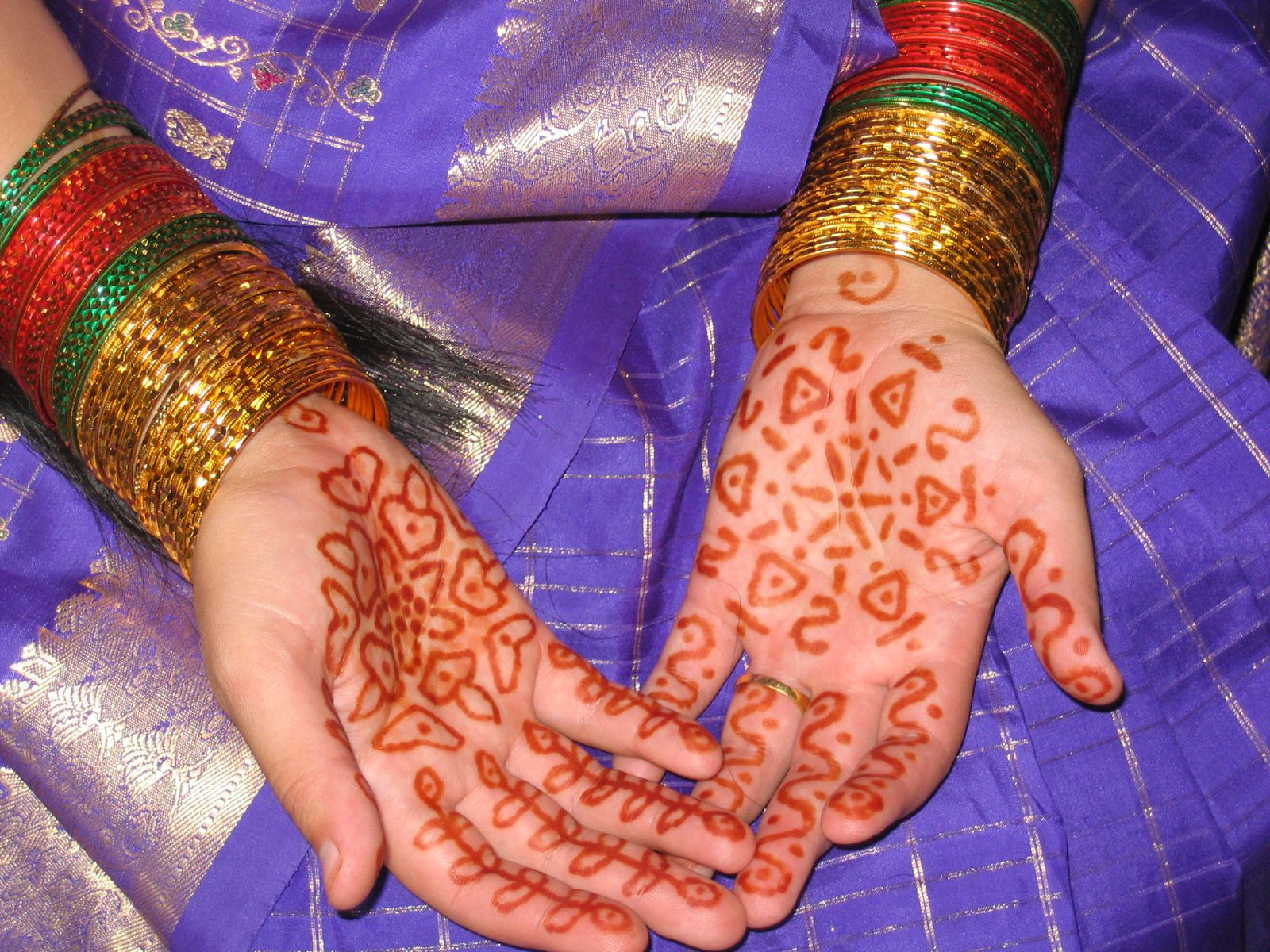
Decoració a les mans amb alquena per a una celebració a l'Índia

Són dibuixos fets a la pell amb un preparat d'alquena, altrament dita henna, de color ataronjat. El tatuatge dura uns dies, ja que penetra només a les cèl·lules mortes de la pell. Es coneix amb el nom de mehndi, i és un costum musulmà provinent de l'Àfrica del Nord, tot i que també es practica a l'Àsia occidental i Meridional i a l'Àfrica Nord-oriental. S'aplica en mans i peus en ocasions especials, com ara casaments i celebracions.

## Com curar els tatuatges
Quan es realitza un tatuatge a la dermis i, per tant, queda de manera permanent a la pell, cal tenir en compte una sèrie de mesures que ajudaran a curar-lo correctament. Una vegada fet el tatuatge, es posa una pomada antibacteriana i la cobreixen amb un plàstic per tal d'evitar possibles infeccions. Cal pensar que és com una ferida a la pell normal i que cal tapar-la durant com a mínim dues o tres hores.
Un cop passat aquest temps, es retira el plàstic i es renta el tatuatge amb aigua tèbia i s'hi posa una mica de sabó neutre (no utilitzeu esponges). No s'ha de gratar en cap moment el tatuatge, sinó netejar-lo amb suavitat. Una vegada rentat, s'eixuga amb paper (de cuina mateix) amb petits tocs lleus, sense fregar (ni utilitzar tovalloles).
Un cop es té el tatuatge net, s'ha d'aplicar la crema corresponent per tal de potenciar-ne la curació. Aquesta pot ser Bephantol, però la majoria de tatuadors tenen una crema concreta que recomanen fer servir. L'aplicació d'aquesta crema ha de ser molt lleu. Només se n'ha de posar una petita capa i evitar que estigui completament blanc. Cal evitar la vaselina.

### Advertències a seguir
És important no gratar-se mai el tatuatge, per molt que piqui. S'ha de deixar que la crema realitzi la funció i curació. S'ha d'evitar banyar-se amb aigua de mar o de piscina perquè fa que la tinta de la pell marxi fàcilment i pugui contaminar-se. No exposeu el tatuatge al sol. Almenys les dues primeres setmanes, ja que, si no, després courà molt, hi sortiran flictemes i el tatuatge podria canviar de color.

## Publicitat i màrqueting
Aquesta tècnica de decoració de la pell es posà de moda a Occident a finals del segle XX.
L'antic mariner Rowland Hussey Macy, que va formar els grans magatzems Macy's, va utilitzar un tatuatge d'estrella vermella que tenia a la mà per al logotip de la botiga.
Els tatuatges també s'han utilitzat en màrqueting i publicitat amb empreses que paguen a la gent perquè els tatuïn al cos logotips de marques com HBO, Red Bull, ASOS.com i el rom Sailor Jerry's. Aquesta pràctica es coneix com "skinvertising".
B.T.'s Smokehouse, un restaurant barbacoa situat a Massachusetts, oferia als clients àpats gratuïts de per vida si tenien el logotip de l'establiment tatuat en una part visible del cos. Nou persones van acceptar el negoci amb l'oferta.